# Operaismus
Als Operaismus (italienisch operaismo) bezeichnet man sowohl eine neomarxistische Strömung als auch eine soziale Bewegung, die in den frühen 1960er Jahren im industriellen Norditalien entstanden ist. Der Begriff ist von dem italienischen Wort operaio (für „Arbeiter“) abgeleitet. In deutschen Publikationen wurde zeitweise die Übersetzung Arbeiterwissenschaft für die neomarxistische Strömung benutzt.

## Begriff
In deutlicher Abgrenzung zur Kommunistischen Partei Italiens, deren politische Strategie ganz auf die Eroberung des Staatsapparats ausgerichtet war, gaben sich die Operaisten strikt antistaatlich und propagierten den Kampf gegen die Fabrikarbeit. Im Mittelpunkt der Überlegungen steht stets die Subjektivität der Arbeiter, deren nicht immer offensichtlicher Kampf gegen fremdbestimmte Arbeit als treibendes Bewegungsmoment der Geschichte begriffen wird. Die Bewegungen der Kapitalseite und der kapitalistischen Gesellschaft sind als Reaktionen auf diesen Kampf der Arbeiter aufzufassen, nicht umgekehrt.
Internationale Aufmerksamkeit erregten die Operaisten ab Anfang der 1970er Jahre mit großangelegten und oft lang andauernden Bestreikungen von Automobilfabriken; wobei mitunter spektakuläre und rabiate Methoden bis hin zur Entführung von Managern angewendet wurden. Als Konsequenz ihrer Ablehnung der Fabrikarbeit gab es eine intensive Hinwendung zu sozialpolitischen Themen (vor allem Wohnverhältnisse und Krankenpflege). Zudem entstand eine vielfältige und entsprechend unübersichtliche Medienproduktion (vor allem Zeitschriften und Radiosendungen). Von den zahlreichen centri sociali, die in der Hochphase der Bewegung als Treffpunkte aufgebaut wurden, haben einige in italienischen Großstädten bis heute überlebt.
Wichtige Vertreter des Operaismus sind Romano Alquati, Antonio Negri, Raniero Panzieri und Mario Tronti. Weitere Vertreter sind: Aris Accornero, Franco Berardi, Sergio Bologna, Rita Di Leo und Alberto Asor Rosa.

## Theoretischer Ausgangspunkt
Theoretischer Ausgangspunkt war die Anfang der 1960er Jahre von Raniero Panzieri gegründete Zeitschrift Quaderni Rossi (Rote Hefte) und deren Abspaltung Classe operaia. Die Entwicklung der Produktivkräfte folge nicht automatisch einem historischen Gesetz (Geschichtsdeterminismus), sondern müsse flankiert werden von einer beständigen Disziplinierung und Zurichtung der im Arbeitsprozess stehenden Personen. An dieser Stelle könnten daher Kämpfe zur Überwindung des Kapitalismus einsetzen. Arbeitsverweigerung, „Krankfeiern“, Sabotagen am Arbeitsplatz etc. würden die notwendige Disziplin zersetzen und die Entwicklung der Produktivkräfte stören. Dies könne zu Krisen und zu einer Revolution führen. Der Operaismus übte also eine Kritik der Arbeit. Als Mittel der Bewusstseinsbildung und der Agitation wurde von den Operaisten auch der bereits von Marx entwickelte „Fragebogen für Arbeiter“ verwendet. Über die teilnehmende Analyse der „Klassenzusammensetzung“ in sog. Militanten Untersuchungen sollte der spezifische Ansatzpunkt effektiver Kämpfe der Arbeiterschaft entwickelt werden.

## Historischer Ausgangspunkt
Die Entstehung des Operaismus in Italien fiel mit einer Krise der Kommunistischen Partei und der Gewerkschaften zusammen. Zahlreiche, besonders junge Arbeiter fühlten sich von ihnen nicht mehr vertreten, da die Brisanz des Problems der Fabrikdisziplin nicht erkannt wurde. So kam es zu wilden Streiks, in deren Folge die Autonomia, eine breite soziale Bewegung, entstand. Vor dem Hintergrund des „Heißen Herbstes“ (1969) bildeten sich neue Gruppierungen (siehe Potere operaio). In der theoretischen Diskussion wurde die Gestalt des „Massenarbeiters“ durch die Konzeption des „operaio sociale“ (gesellschaftlicher Arbeiters) basierend auf der Idee des general intellect von Marx ersetzt.
Die Autonomen agierten dezentral und militant. Nicht zuletzt über die Kriminalisierung – der italienische Staat und die Medien sahen eine direkte Verbindung zwischen bewaffneten Gruppen wie den Brigate Rosse und den Autonomen – wurde die Bewegung der Autonomia nach einem erneuten Aufflammen der sozialen Kämpfe 1977 schließlich durch den italienischen Staat massiv verfolgt und letztlich zerschlagen. Tausende wurden unter dem Vorwurf des Terrorismus oder auch nur der Sympathie mit Terroristen verhaftet, darunter der politische Theoretiker Antonio Negri.

## Postoperaismus
Der Postoperaismus steht zwar in der Tradition des italienischen Operaismus, verbindet dessen Ansätze jedoch mit Aspekten des französischen Poststrukturalismus.
Zentrale Begriffe des Postoperaismus sind: Empire, Bio-Macht und Bio-Politik, immaterielle Arbeit, Multitude und Souveränität.
Bekannte Vertreter sind neben Antonio Negri Michael Hardt und Maurizio Lazzarato. Eine Nähe besteht auch zu dem Philosophen Giorgio Agamben.

### Geschichte des Operaismus
- Linke Betriebsintervention, wilde Streiks und operaistische Politik 1968 bis 1988, Sonderheft der Zeitschrift Arbeit – Bewegung – Geschichte. Zeitschrift für historische Studien, Heft I/2016; ISBN 978-3-86331-281-7.
- Wolfgang Rieland (Hrsg.): Fiat-Streiks: Massenkampf und Organisationsfrage [Fiat, 1969], Schriften zum Klassenkampf, Nr. 16, Trikont, München, 1970.
- Hellmut G. Haasis: Fiat – Legende und Wirklichkeit. Humanisierung als technisches Instrument gegen die Arbeiterkämpfe. In: Kursbuch, Karl-Markus Michel u. Harald Wieser (Hg.), Nr. 43 (März 1976), Arbeitsorganisation: Ende des Taylorismus, Berlin 1976, 102–117.
- Wolfgang Rieland: Organisation und Autonomie: Die Erneuerung der italienischen Arbeiterbewegung, Verlag Neue Kritik, Frankfurt, 1977.
- Steve Wright: Storming Heaven: Class Composition and Struggle in Italian Autonomist Marxism. 2002, ISBN 0-7453-1606-9
- Primo Moroni, Nanni Balestrini: Die goldene Horde (Arbeiterautonomie, Jugendrevolte und bewaffneter Kampf in Italien). Assoziation A, Berlin 2002.
- Nanni Balestrini: Wir wollen alles. Roman der Fiatkämpfe. Trikont, München, 1972. Neuauflage, Assoziation A, Berlin, 2003.
- Steve Wright: Den Himmel stürmen. Eine Theoriegeschichte des Operaismus. Assoziation A, 2005.
- Martin Birkner, Robert Foltin: (Post-) Operaismus. Von der Arbeiterautonomie zur Multitude, Schmetterling-Verlag, (theorie.org), Stuttgart 2006.
- L'operaismo degli anni Sessanta da „Quaderni rossi“ a „classe operaia“. A cura di Giuseppe Trotta e Fabio Milana (Hg.). Saggio introduttivo di Mario Tronti. DeriveApprodi, Roma, 2008.
- Thore Prien (Hrsg.): Der Staat im Empire. Zur Staatstheorie des Postoperaismus. Nomos, Baden-Baden 2016, ISBN 978-3-8487-0225-1.
- Dominik Götz: Operaismus. Geschichte & Philosophie des autonomen Marxismus in Italien. Mandelbaum Verlag, Wien 2020, ISBN 978-3-85476-699-5.

### Zeitgenössische operaistische Texte
- Libertini, Panzieri, Touraine: 7 Thesen zur Arbeiterkontrolle, o. O. (Karin Kramer Verlag, Berlin), o. J. (1970?).
- Claudio Pozzoli (Hrsg.): Spätkapitalismus und Klassenkampf. Eine Auswahl aus den ‚Quaderni Rossi‘. Europäische Verlagsanstalt, Frankfurt a. M., 1972.
- Romano Alquati: Klassenanalyse als Klassenkampf: Arbeiteruntersuchungen bei FIAT und OLLIVETTI. Herausgegeben und eingeleitet von Wolfgang Rieland. Athäneum Fischer Taschenbuch Verlag. Frankfurt a. M., 1974.
- Mario Tronti: Arbeiter und Kapital. Verlag Neue Kritik, Frankfurt am Main, 1974.
- Quaderni Rossi: Arbeiteruntersuchung und kapitalistische Organisation der Produktion (= Schriften zum Klassenkampf, Nr. 24). Trikont Verlag, München, 1972.

### Operaismus in Deutschland
- Geronimo: Feuer und Flamme ab Seite 51: „Wir wollen alles“-Betriebsprojektgruppen, ID Verlag, Berlin 1990, ISBN 3-89408-004-3.
- Gruppe Arbeitersache: Was wir brauchen müssen wir uns nehmen. Multinationale Betriebs- und Regionsarbeit der Gruppe Arbeitersache München (= Schriften zum Klassenkampf, Nr. 33). Trikont, München 1973, 179 Seiten
- Betriebszelle Ford der Gruppe Arbeiterkampf: Streik bei Ford Köln. Rosa Luxemburg Verlagskollektiv, Köln 1973, 235 Seiten
- Proletarische Front, vormals TRIKONT Hamburg.
- Karl Heinz Roth: Betriebsintervention und Internationalismus Anfang der 1970er Jahre. Interview mit Karl-Heinz Roth, in: Arbeit – Bewegung – Geschichte. Zeitschrift für historische Studien, Heft I/2016.
- Karl Heinz Roth: Die ‚andere‘ Arbeiterbewegung und die Entwicklung der kapitalistischen Repression von 1880 bis zur Gegenwart. Ein Beitrag zum Neuverständnis der Klassengeschichte in Deutschland. Mit ausführlicher Dokumentation zu Aufstandsbekämpfung, Werkschutz u. a. Trikont Verlag, München 1974, ISBN 3-920385-55-1.
- Detlef Hartmann: Leben als Sabotage. Zur Krise der technologischen Gewalt. Berlin 1988, zuerst Tübingen 1981, ISBN 3-924737-03-7
- Bernd Hüttner: Die Wiederkehr der Proletarität. Neuer klassenanalytischer Ansatz oder ökonomistische Fata Morgana? In: Z. Zeitschrift Marxistische Erneuerung Nr. 21 (März 1995).

### Postoperaismus und Debatte um Empire
- Umherschweifende Produzenten. Immaterielle Arbeit und Subversion. Berlin 1998
- Michael Hardt/Antonio Negri: Die Arbeit des Dionysos. Materialistische Staatskritik in der Postmoderne. Berlin 1997
- Antonio Negri und Michael Hardt: Empire – die neue Weltordnung. Campus, Frankfurt/M. u. a. 2000, ISBN 3-593-37230-4.
- Immaterielle Arbeit. In: Das Argument Heft 235, Hamburg 2000
- Einführender Text zur Empire-Debatte aus der Zeitschrift grundrisse
- Kerstin Stakemeier: Der prekäre Wille zur Revolution. Über einige Schriften und Objekte des prekären Lebens. In: testcard # 16, S. 169–178.
- Robert Zion: Vom Ethos einer werdenden Menschheit (Episteme. Online-Magazin für eine Philosophie der Praxis, November 2008).
- Philipp Metzger: Die Werttheorie des Postoperaismus: Darstellung, Kritik und Annäherung Marburg, Tectum. ISBN 978-3-8288-2573-4